# Alexandru Koppandi
Alexandru Koppandi (n. 1 mai 1929, Zărnești -- d. ?) a fost un demnitar comunist român de origine maghiară care deținut diferite funcții politice, de exemplu șef sector, Secția Propagandă și Presă a CC al PCR,membru supleant al CC al PCR și președinte al Consiliului de Radio-Televiziune. Alexandru Koppandi a studiat în diverse instituții comuniste dar profesia sa de bază era lăcătuș. Alexandru Koppandi a fost membru de partid din 1946. Alexandru Koppandi a fost decorat cu Ordinul Muncii (1962) și cu Ordinul Tudor Vladimirescu (1966).

## Studii
- Șase clase primare;
- Școala de partid de trei luni a Comitetului județean de partid Mureș (mai–iul. 1950);
- Școala Superioară de Științe Sociale „A.A. Jdanov“ (din oct. 1952);
- Școala Superioară de Partid de pe lângă CC al P.C.U.S. (1953–1956);
- Academia de Studii Economice;
- Facultatea de Științe Politice, Academia de Științe Social-Politice „Ștefan Gheorghiu“;
- Doctorand la Academia de Științe Social-Politice „Ștefan Gheorghiu“ (din 1970)

## Distincții
- Medalia „40 de ani de la înființarea Partidului Comunist din Romînia” (6 mai 1961) „pentru merite în activitatea de partid și întărirea regimului democrat-popular”[5]